# Euophrys nangqianensis
Euophrys nangqianensis är en spindelart som beskrevs av Hu 200. Euophrys nangqianensis ingår i släktet Euophrys och familjen hoppspindlar. Inga underarter finns listade i Catalogue of Life.